# Judo (sport)
Il Jūdō (in kanji: 柔 (柔?, jū, yawara, gentilezza, adattabilità, cedevolezza, morbidezza) e 道 (道?, dō, michi, via); traducibile come via dell'adattabilità, o via della gentilezza;) è una disciplina olimpica basata sull'arte marziale Judo.
Divenuta ufficiale nel 1964 in occasione delle Olimpiadi di Tokyo, alle Olimpiadi di Atene 2004 ha rappresentato il terzo sport più universale, con atleti da novantotto Paesi.

## La competizione sportiva (Shiai)
L’obiettivo di un combattimento è quello di proiettare, tramite le tecniche, l’avversario con la schiena a terra per ottenere il massimo del punteggio, la vittoria immediata ippon, o immobilizzando l’avversario con la schiena a terra per 20 secondi. Nel combattimento esiste inoltre il mezzo punto wazari, che si ottiene proiettando l’avversario sul fianco; al termine dell’incontro il judoka che mantiene il vantaggio di wazari vince. Esistono anche altri modi per vincere: accumulando due wazari, che totalizzano l’ippon, o immobilizzando l’avversario con la schiena a terra per 10 secondi. Nel caso in cui entrambi i judoka al termine dell’incontro totalizzano lo stesso punteggio (wazari per entrambi) il combattimento si prolunga finché uno dei due non ottiene l’ippon. Il tempo prolungato nel judo si chiama golden score, che varia a seconda del tempo di finalizzazione della tecnica che attribuisce il punteggio valido per l’ippon. Un altro modo per arrivare alla vittoria, è quello di portare l’avversario alla resa del combattimento mediante delle leve articolari o strangolamenti, queste due finalizzazioni vengono ammesse solo per le categorie di età che escludono i bambini. Durante un incontro uno dei due atleti può essere sanzionato (shido), ciò avviene quando uno dei due è passivo: non attacca, rifiuta le prese, effettua tecniche senza il controllo dei movimenti o esce dall’area di combattimento. Si possono tollerare un massimo di due shido poiché il terzo equivale alla sconfitta (hansokumake). Gli incontri avvengono tra due judoka dello stesso sesso e categorie di peso: donne (-48,-52,-57,-63,-70,-78,+78) uomini (-60, -66,-73,-81,-90,-100,+100), mentre le categorie dei bambini hanno pesi differenti. 
In Italia il percorso agonistico inizia all’età di anni 12 nella la categoria “Esordienti A”, le successive categorie invece, sono così modulate: Esordienti B (dal 13º al 14º anno di età), Cadetti (dal 15º al 17º anno di età), Juniores (dal 18º al 20º anno di età), Seniores (dal 21º al 35º anno di età).

### Categorie di peso
Attualmente ci sono 16 categorie, 8 per genere. Nelle seguenti tabelle è indicata l'evoluzione delle categorie.
| 1956-1963                              | 1965                                   | 1967-1975                              | T1979-1997                             | 1999-presente                          |
| -------------------------------------- | -------------------------------------- | -------------------------------------- | -------------------------------------- | -------------------------------------- |
| Categoria Open (nessun limite di peso) | Categoria Open (nessun limite di peso) | Categoria Open (nessun limite di peso) | Categoria Open (nessun limite di peso) | Categoria Open (nessun limite di peso) |
| Categoria Open (nessun limite di peso) | +80 kg Pesi massimi                    | +93 kg Pesi massimi                    | +95 kg Pesi massimi                    | +100 kg Pesi massimi                   |
| Categoria Open (nessun limite di peso) | +80 kg Pesi massimi                    | -93 kg Pesi mediomassimi               | -95 kg Pesi mediomassimi               | -100 kg Pesi mediomassimi              |
| Categoria Open (nessun limite di peso) | -80 kg Pesi medi                       | -80 kg Pesi medi                       | -86 kg Pesi medi                       | -90 kg Pesi medi                       |
| Categoria Open (nessun limite di peso) | -80 kg Pesi medi                       | -70 kg Pesi medioleggeri               | -78 kg Pesi medioleggeri               | -81 kg Pesi medioleggeri               |
| Categoria Open (nessun limite di peso) | -68 kg Pesi leggeri                    | -63 kg Pesi leggeri                    | -71 kg Pesi leggeri                    | -73 kg Pesi leggeri                    |
| Categoria Open (nessun limite di peso) | -68 kg Pesi leggeri                    | -63 kg Pesi leggeri                    | -65 kg Pesi superpiuma                 | -66 kg Pesi superpiuma                 |
| Categoria Open (nessun limite di peso) | -68 kg Pesi leggeri                    | -63 kg Pesi leggeri                    | -60 kg Pesi piuma                      |                                        |

| 1980-1997                              | 1999-presente            |
| -------------------------------------- | ------------------------ |
| Categoria Open (nessun limite di peso) |                          |
| +72 kg Pesi massimi                    | +78 kg Pesi massimi      |
| -72 kg Pesi mediomassimi               | -78 kg Pesi mediomassimi |
| -66 kg Pesi medi                       | -70 kg Pesi medi         |
| -61 kg Pesi medioleggeri               | -63 kg Pesi medioleggeri |
| -56 kg Pesi leggeri                    | -56 kg Pesi leggeri      |
| -52 kg Pesi superpiuma                 |                          |
| -48 kg Pesi piuma                      |                          |

### Tatami

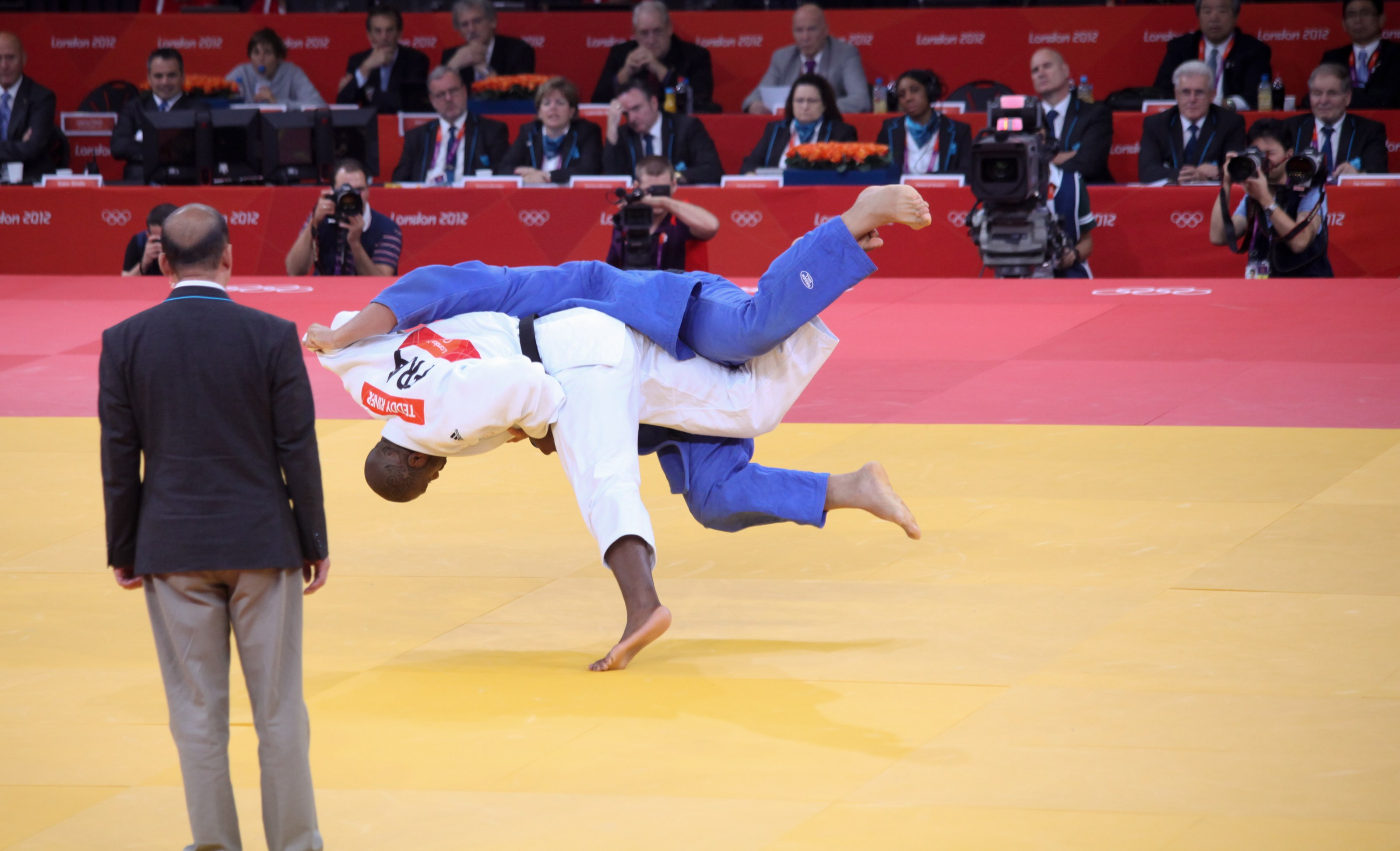
Judoka in azione ai Giochi Olimpici di Londra 2012. I contendenti usano judogi di colore diverso (bianco e blu) per poter essere riconosciuti meglio dal pubblico e dagli ufficiali di gara.

Il tatami utilizzato nelle competizioni shiai (試合?, shiai, gara, competizione) deve avere le misure minime di 12×12 m per le classi Esordienti A e B e di 13×13 m per le classi Cadetti, Juniores e Seniores, nonché uno spessore di almeno 4 centimetri. Al centro vi è l'area di combattimento di dimensioni minime di 6×6 m per le classi Esordienti A e B, di 7×7 m per le classi Cadetti, Juniores e Seniores e dimensioni massime di 10×10 ;m. La zona di pericolo di colore rosso di 1 metro di larghezza è stata abolita nel 2007 a seguito delle delibere IJF in materia, disponendo così della sola area di combattimento interna e dell'area di sicurezza esterna, quest'ultima di larghezza non inferiore a 3 m.

### Entrata
Prima del combattimento propriamente detto, i due combattenti effettuano l'entrata sul tatami e fanno il saluto (Rei) salutano una prima volta il tappeto dall'esterno, poi ritornano passando faccia a faccia dietro i giudici d'angolo per andare a posizionarsi appena fuori dall'area di gara vera e propria. Da quella posizione aspettano il segnale dell'arbitro, che farà segno avvicinando le sue braccia tese di fronte a lui. Quando sono a distanza di combattimento, o a circa tre metri, si salutano reciprocamente e aspettano il segnale di partenza Hajime. Il saluto all'ingresso dell'area di gara, prima previsto, è stato abolito nel 2004.

### Punteggi
Il Judo ha due livelli di punteggio, 2 nelle gare IJF dal 2017: in ordine decrescente ippon e waza-ari.
Ippon letteralmente significa "un punto" e fa vincere l'incontro, mentre waza-ari corrisponde a mezzo punto (esisteva anche koka, cioè tre punti, ma è stato abolito).

#### Ippon
Un ippon è assegnato se si effettua una delle seguenti azioni:
- una proiezione che fa atterrare l'avversario ampiamente sul dorso, in modo controllato[5] con velocità e forza.
- un'immobilizzazione dell'avversario a terra di durata sufficiente (venti secondi).
- ottenere la resa dell'avversario (per motivi medici o più spesso per un soffocamento o uno strangolamento o una leva articolare al gomito).

#### Waza-ari
Un waza-ari è assegnato se si effettua:
- una proiezione che manca di una delle quattro caratteristiche necessarie all'ippon (caduta ampiamente sul dorso, controllo, tecnica o velocità).
- un'immobilizzazione dell'avversario a terra di almeno quindici secondi ma inferiore a venti.

Prima del nuovo regolamento IJF con due waza-ari si otteneva l'ippon  (waza-ari awasete ippon) e di conseguenza la vittoria.

#### Yuko
Lo yuko ha fatto ritorno nelle gare a partire dal 2025 ed è un punto inferiore al waza-ari, viene assegnato:
- a proiezioni che mancano dei requisiti per ottenere un ippon o un waza-ari.
- un'immobilizzazione dell'avversario a terra di almeno dieci secondi ma inferiore a quindici.

Il punteggio yuko non si cumula con altri punteggi e veniva utilizzato per assegnare la vittoria in situazioni in cui considerando solo gli ippon e i waza-ari il punteggio sarebbe pari.
Dal 2017 in tutte le gare IJF lo yuko non viene più assegnato, sostituito direttamente da un waza-ari sia durante una proiezione che durante un'immobilizzazione.
Dal 2009, come si evince dal regolamento arbitrale, il koka (punto più piccolo dello yuko) è stato abolito ed è considerato un semplice kinza: non dà un vantaggio contabilizzato.
A partire dal 2025, come da nuovo regolamento lo yuko ha effettuato ritorno in tutte le competizioni.

#### Punteggio totale di unjūdōkae confronto con quello dell'avversario
Solo il waza-ari si sommava e portava a waza-ari awasete ippon (due waza-ari valgono ippon). Con l'introduzione del nuovo regolamento IJF i waza-ari non vengono più sommati.
Un punto di livello maggiore supera sempre un qualsiasi numero di punti di livello inferiore, per cui un ippon supera sempre un numero qualsiasi di waza-ari. Un waza-ari superava sempre un numero qualsiasi di yuko prima che questi venissero aboliti. Questo sistema privilegia l'atleta che esegue una tecnica il più corretta e pulita possibile.

#### Punteggio nel combattimento in piedi
Kinza: questo vantaggio non è contabilizzato ma deve essere considerato dall'arbitro per fermare i combattenti in caso di uguaglianza dello stato di parità. Corrisponde ad un attacco sincero, ininterrotto o no da una caduta dell'avversario sul ventre o sulle ginocchia.
Yuko: è dato quando mancano due dei tre elementi dell'ippon. Corrisponde ad una caduta sul fianco se la tecnica eseguita è sufficientemente energica, oppure ad una caduta più di schiena ma dove manca forza e velocità nell'azione. Dal 2017, nelle gare IJF , al posto dello yuko viene assegnato waza-ari.
Da 2025 effettua ritorno sempre come punto inferiore al Waza-ari
Waza-ari: è attribuito quando manca uno solo dei tre elementi dell'ippon. Corrisponde ad un impatto sulla schiena ma dove o la forza o la velocità della proiezione sono insufficienti. Può essere dato anche in seguito ad una caduta sul fianco seguita immediatamente da un contatto delle spalle al tappeto.
Ippon: è assegnato in seguito ad una proiezione con impatto sulla schiena con forza e velocità e comporta la vittoria. È inoltre possibile ottenere un ippon per resa dell'avversario in seguito a strangolamento o soffocamento o leva al gomito, ma nella pratica sono decisamente rari perché è più difficile effettuarli stando in piedi di quanto lo sia effettuare una proiezione dell'avversario.
Occorre dire che a volte, nel corso della competizione, si verificano situazioni in cui è difficile stabilire la corretta valutazione: il compito dell'arbitro è anche valutare chi dei due combattenti mantiene un comportamento più attivo premiandolo con una valutazione superiore (beninteso non al primo attacco), oppure in alternativa sanzionare l'altro per passività.

### Punteggio nel combattimento a terra
Un vantaggio è dato dopo un'immobilizzazione al suolo dell'avversario. Affinché ci sia immobilizzazione, occorre che le due spalle dell'avversario tocchino il tappeto e che il controllo si faccia con il busto girato verso il tappeto: l'arbitro grida allora osae-komi avanzando il braccio teso, il palmo rivolto verso il basso e il piede posto in direzione dei combattenti ed il cronometro di immobilizzazione si mette in marcia.
Si deve verificare che l'avversario sia riuscito ad uscire dell'immobilizzazione quando la sua uscita è totale: o è sul ventre, con le due spalle rivolte verso il tappeto, o ha rovesciato completamente il suo avversario, o abortisce il controllo avverso avvolgendo la gamba o il busto del suo avversario con le sue gambe. L'arbitro grida allora toketa agitando lateralmente il braccio teso in direzione dei combattenti. Si ferma allora il cronometro e si conta il numero di secondi che indica. Durante questo tempo, il combattimento continua finché l'arbitro dà il segnale di arresto matte, quando non c'è più un seguito tecnico interessante.
I vantaggi sono dati secondo il tempo di immobilizzazione:
- Yuko: da 5 a 9 secondi
- Waza-ari: da 10 a 19 secondi
- Ippon: 20 secondi

Nel caso in cui il combattente che sta immobilizzando l'avversario abbia già a suo vantaggio un punteggio di waza-ari la vittoria verrà data allo scoccare dei 20 secondi. Un kinza può essere conteggiato su un'immobilizzazione di meno di 10 secondi.
La vittoria per ippon è data anche in seguito ad un abbandono dell'avversario. Nel combattimento al suolo, l'abbandono è indotto molto frequentemente da uno strangolamento o da una dolorosa leva al gomito, l'unica autorizzata nel judo. Per segnalare la resa il combattente batte due o più volte, in maniera decisa, il palmo della mano sul corpo dell'avversario o sul tappeto. Se non può utilizzare le mani gli è consentito chiedere la resa battendo il piede a terra o dicendo maitta, che in giapponese significa "mi arrendo" o "pietà".

## Arbitraggio
Gli arbitri di jūdō hanno per missione:
- accordare parzialmente i vantaggi o la vittoria al combattenti in seguito alle tecniche riuscite;
- mantenere l'interesse del combattimento e di assicurare la sicurezza dei combattenti di fermare e far riprendere il combattimento quando è necessario;
- informare i combattenti e il tavolo, e se possibile gli spettatori, dello svolgimento del combattimento, per esempio quando c'è inizio di immobilizzazione e dei punteggi;
- far rispettare le regole e applicare le sanzioni appropriate quando necessario.

Nelle competizioni ufficiali tre arbitri assicurano l'arbitraggio: un arbitro, detto "arbitro centrale", in piedi e che si sposta coi combattenti e due arbitri, detti "arbitri di angolo", che si trovano seduti ai due angoli opposti della superficie di combattimento. L'arbitro centrale, in seguito a tecnica valida e valutabile o nell'assegnazione di una penalità, deve esprimere chiaramente e tempestivamente, con dei segni convenzionali, la propria decisione. Il ruolo degli arbitri di angolo è dare il loro parere in caso di disaccordo con la decisione dell'arbitro centrale, perciò utilizzano gli stessi gesti di arbitraggio dell'arbitro centrale.
Quando uno solo dei due arbitri di angolo dà il suo parere, l'arbitro centrale prende atto del suggerimento ma non può modificare la propria decisione se la stessa è già stata espressa dal relativo gesto. Se entrambi i due arbitri di angolo sono d'accordo contro il parere dell'arbitro centrale, questo deve modificare la sua decisione. L'arbitro d'angolo determina anche se un'azione sul bordo è valida o no a seconda che l'azione stessa abbia dimostrato la sua efficacia dentro o fuori dai limiti del tatami: un'azione può continuare e terminare all'esterno dell'area di combattimento se colui che subisce (Uke) esce dall'area di gara dopo aver ormai del tutto perso l'equilibrio.
Per farsi comprendere, l'arbitro utilizza dei termini di arbitraggio in giapponese corredati da un gesto, per essere compreso anche da lontano. Di seguito un elenco dei termini di arbitraggio impiegati in competizione con l'eventuale gesto accompagnatorio tra parentesi ed il loro significato:

### Terminologia
- Hajime — (lett. inizio): inizio del combattimento
- Matte (braccio teso con palmo diretto verso il tavolo della giuria; lett: aspettate): fermatevi e ritornate al posto
- Soremade: fine del combattimento
- Sonomama (toccando i due combattenti; lett. "Restate come siete"): quando l'arbitro vuole verificare qualcosa senza modificare la posizione dei combattenti durante la lotta a terra
- Yoshi (toccando brevemente i due combattenti; lett: bene): riprendete il combattimento, dopo Sonomama
- Hantei (braccio alzato in verticale): decisione dei giudici
- Yuko (braccio teso di fianco a 45 gradi, dita tese): vantaggio medio
- Waza-ari (braccio teso di fianco a più di 90 gradi, dita tese): mezzo punto
- Waza-ari Awasete Ippon (braccio teso di lato a più di 90 gradi, dita tese, poi torna teso lungo i fianchi e infine sale in posizione di Ippon): due Waza-ari ossia un Ippon
- Ippon (braccio teso al di sopra della testa, dita tese; lett: un punto): vittoria acquisita e fine del combattimento
- Osae-komi (braccio teso in avanti a 90 gradi palmo verso terra): inizio dell'immobilizzazione
- Toketa (agita il braccio teso in avanti a 90 gradi a destra e sinistra col palmo di taglio): uscita dall'immobilizzazione
- Shido (indica col dito il combattente sanzionato): sanzione lieve, nel caso in cui la stessa sanzione venga ripetuta o che sia contro lo spirito del judo verà assegnato Hansoku-make.
- Hansoku-make: viene attribuito dopo tre Shido oppure in modo diretto e comporta la sconfitta dell’atleta. Può essere tecnico o disciplinare, se tecnico(un atleta che non ascolta l’arbitro o per shido cumulativi)  l’atleta resta in gara con l'eventuale possibilità di essere recuperato, se disciplinare (un atleta che mette in pericolo la sua incolumità o quella di un altro atleta) l’atleta non potrà recuperare e verrà tolto dalla classifica.

Esistevano in precedenza due altre sanzioni, Chūi (errore medio) e Keikoku (avvertimento prima della squalifica), soppresse nel 2002: tutti gli errori che erano sanzionati con un Chūi o un Keikoku ora sono qualificati come Shido.

### Sanzioni
Gli shido si accumulano senza conferire punti o vantaggi contabilizzati all'avversario: al terzo shido viene sancita la squalifica dell'atleta, detta hansoku make, per il combattimento in corso, che viene quindi perso. Questo non comporta l'esclusione dall'intera competizione infatti, se ve ne sono i presupposti, l'atleta potrà continuare senza perdere la posizione acquista nella classifica provvisoria.
L'hansoku make dato per motivazioni tecniche (passività, falso attacco) comporta solo la perdita del combattimento in corso: il combattente può essere ripescato durante lo svolgimento della gara e mantiene comunque la posizione acquisita; l'hansoku make impartito per motivazioni comportamentali (offesa all'avversario o agli arbitri, atti contro lo spirito sportivo) comporta invece l'esclusione definitiva dalla gara e la perdita della posizione acquisita fino a quel momento.
Gli shido sequenziali hanno sostituito l'utilizzo delle penalità di Chui e Keikoku rendendo più semplice il compito dell'arbitro.
Gli shido vengono dati principalmente per errori come non combattività (passività), rifiuto del combattimento, fuga o uscita volontaria della zona di combattimento, atteggiamento eccessivamente difensivo, braccia tese, busto completamente piegato verso la parte anteriore, gesti vietati (dita dentro la manica, mani sul viso dell'avversario).
Dal 2017 l'atleta che afferra la gamba o il pantalone dell'avversario dalla posizione in piedi verrà sanzionato prima con uno shido e poi direttamente con l'hansoku make nel caso la stessa infrazione fosse nuovamente commessa nello stesso combattimento, senza quindi dover attendere il terzo shido.
Gli hansoku make sono dati o per accumulo di tre shido o dopo un gesto contrario allo spirito del judo come non tener conto dell'arbitro, delle osservazioni fatte a questo o dopo un'azione che mette in pericolo l'avversario o sé stesso. I gesti pericolosi sono numerosi ma estremamente facili da evitare se il praticante ricerca innanzitutto l'efficacia e se è pienamente consapevole di che cosa significhi praticare un judo pulito e improntato al rispetto nei confronti dell'avversario.

### Uscita
Quando l'arbitro ha dato il segnale di fine e ha designato il vincitore, i due combattenti escono effettuando l'inverso dell'entrata: si salutano con l'inchino (segno di sportività e con una stretta di mano), salutano la zona di combattimento per salutare infine il tappeto alla loro uscita.

### I "punti judo"
Una speciale classifica viene redatta nei tornei per stabilire a quale società sportiva viene attribuita la vittoria. I punti conquistati dagli atleti vengono convertiti in numeri e sommati per determinare la classifica di società secondo la tabella seguente:
- ippon: 10 punti
- waza ari: 7 punti
- yuko: 5 punti

Anche le sanzioni sono conteggiate, ma in negativo:
- chui II - un punto
- keikoku III - 10 punti
- hansokumake - 100 punti

Questo sistema, talora osteggiato dai sostenitori del judo tradizionale, fa sì che vengano premiate le società che talora portano in gara anche atleti alle prime armi sperando guadagnino qualche punto prezioso.

### Altre forme di arbitraggio
Nelle antiche ryu di jujutsu le sfide avevano termine quando uno dei due si dichiarava sconfitto: tale tradizione continuò in Giappone anche quando il Kodokan dovette affrontare le scuole superstiti di jujutsu che affermavano la loro superiorità, arrivando ad incontri che potevano durare anche un'ora. Successivamente, quando il judo si affermò definitivamente, venne creato il primo sistema di gara chiamato Sanbon Shiai (gara ai tre punti, intendendo con ciò che chi realizzava due ippon aveva vinto). Tale tipo di competizione, ormai molto rara, sopravvive ancora in alcune gare organizzate da Enti Sportivi Promozionali.
Un altro tipo di arbitraggio attualmente in uso nelle associazioni UISP, CSEN, ACSI è denominato arbitraggio tradizionale, in quanto si rifà alla prima regolamentazione del Kodokan, che prevedeva un solo arbitro sul tatami. Si ha quindi, l'assenza dei giudici di sedia e inoltre vengono assegnate solo le valutazioni di waza ari e ippon. Naturalmente l'arbitro tiene in conto delle azioni dei combattenti per assegnare la vittoria in caso che nessuno realizzi un waza ari o un ippon; gli atteggiamenti troppo difensivi vengono inoltre sanzionati in maniera maggiore di quanto fatto negli arbitraggi federali. Tale sistema è premiante nei confronti del combattente più attivo, poiché l'accumulo di sanzioni va a svantaggio dell'avversario.